# Birkwitz

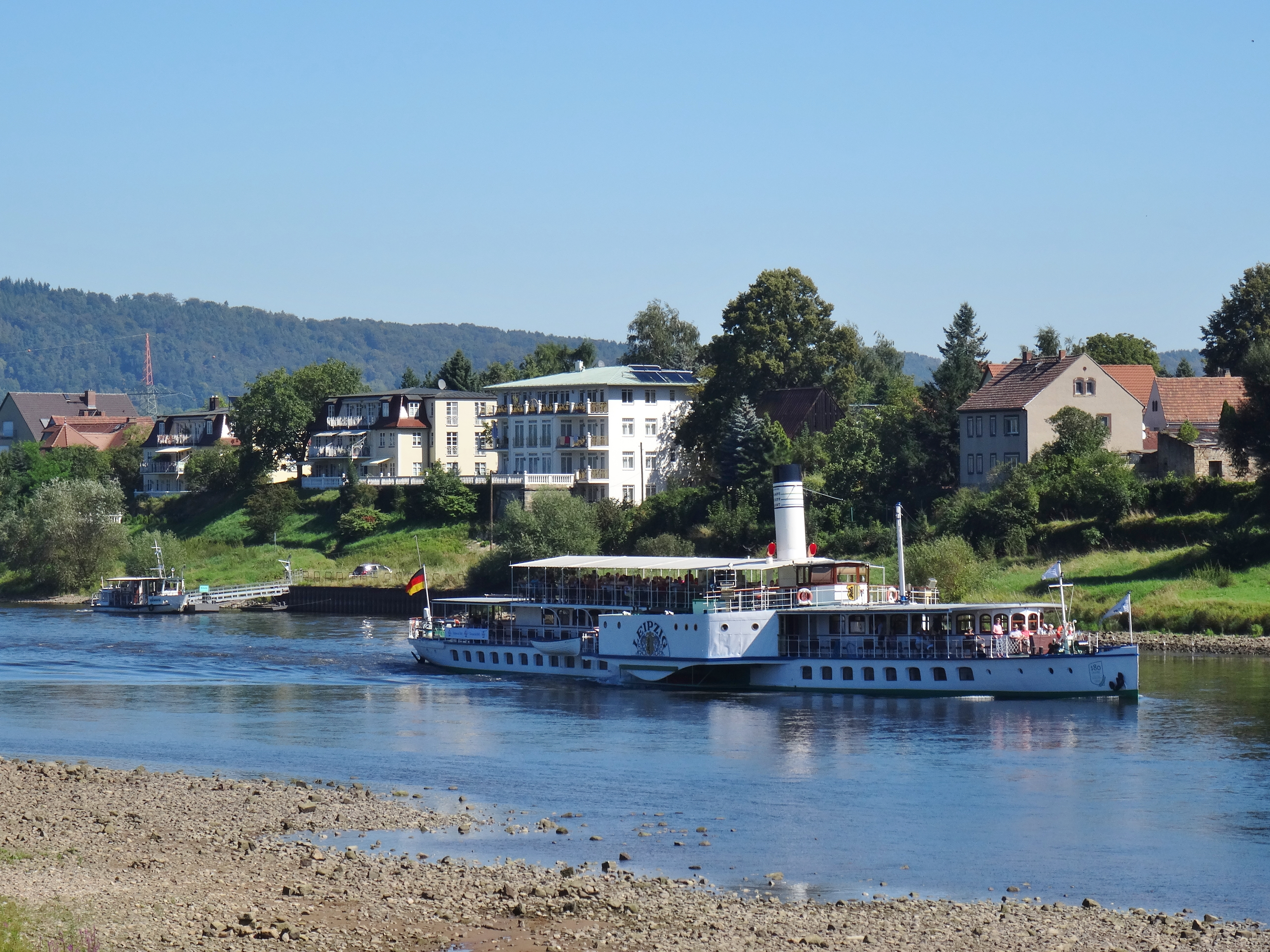
Birkwitz an der Elbe

Birkwitz ist ein Stadtteil von Pirna, der Kreisstadt des Landkreises Sächsische Schweiz-Osterzgebirge. Gemeinsam mit Pratzschwitz bildet es die Ortschaft Birkwitz-Pratzschwitz.

## Geographie
Birkwitz liegt im Elbtalkessel, direkt am orografisch rechten Ufer der Elbe im Nordwesten der Stadt. Benachbarte Stadtteile sind Pratzschwitz im Südosten und Graupa im Nordosten. Im Norden grenzen die Dresdner Stadtteile Pillnitz und Söbrigen an. Auf der anderen Elbseite liegen Dresden-Zschieren im Nordwesten, Heidenau-Süd im Südwesten sowie das ebenfalls zu Heidenau gehörende Mügeln. Südöstlich des Ortes liegt der Kies- und Badesee Birkwitz.

## Geschichte

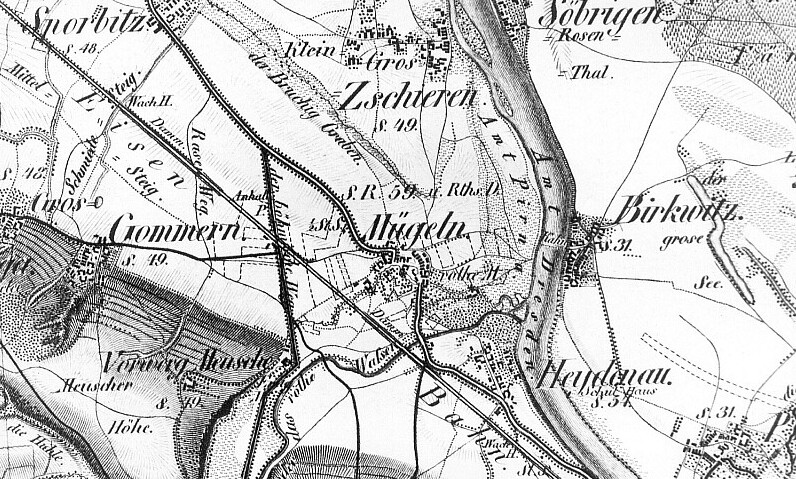
Birkwitz auf einer Karte aus dem 19. Jahrhundert

Birkwitz wurde 1350 erstmals als „Birkwicz“ erwähnt. Später waren unter anderem die Schreibweisen „Berkewicz“, „Birckewicz“ und „Pirkewitz“ in Gebrauch. Der Dorfkern ist ein im Lauf der Jahrhunderte stark erweiterter Rundweiler. Um ihn lag eine Gewannflur, die im Jahre 1900 eine Fläche von etwa 269 Hektar hatte. 
Im Jahr 1547 waren die Einwohner des Dorfs der Pfarre bzw. dem Hospital von Dohna zinspflichtig. Ab dem 17. Jahrhundert übten die Besitzer des Rittergutes in Schönfeld die Grundherrschaft aus. Die Verwaltung des Ortes oblag ab dem 16. Jahrhundert dem Amt Dresden, 1856 war dann das Gerichtsamt Pirna zuständig. Auf Grundlage der Landgemeindeordnung von 1838 erlangte Birkwitz Selbstständigkeit als Landgemeinde. Diese war 1875 Teil der Amtshauptmannschaft Pirna, in der Zeit der DDR gehörte sie zum Kreis Pirna. Am 1. Mai 1973 fusionierte die Gemeinde mit ihrem Nachbarort zur neuen Gemeinde Birkwitz-Pratzschwitz, die am 1. Januar 1999 nach Pirna eingemeindet wurde.

## Entwicklung der Einwohnerzahl
| Jahr    | Einwohner                                |
| ------- | ---------------------------------------- |
| 1547/54 | 19 besessene Mann, 13 Inwohner           |
| 1764    | 17 besessene Mann, 8 Gärtner, 10 Häusler |
| 1834    | 227                                      |
| 1871    | 362                                      |
| 1890    | 398                                      |
| 1910    | 676                                      |
| 1925    | 696                                      |
| 1939    | 755                                      |
| 1946    | 687                                      |
| 1950    | 705                                      |
| 1964    | 592                                      |